# كريغ زيادي
كريغ زيادي (مواليد 20 سبتمبر 1978 في بيمبروك باينز/فلوريدا) هو لاعب كرة قدم جامايكي أمريكي لعب في مركز الظهير الأيمن لمترو ستارز في الدوري الأمريكي لكرة القدم.

## حياته و دراسته الأكاديمية
على الرغم من أنه ولد في فلوريدا، نشأ زيادي في كينجستون/جامايكا. عاد إلى أمريكا أولاً للالتحاق بالمدرسة الثانوية، ثم لعب كرة القدم الجامعية في جامعة ريتشموند. أثناء تواجده في ريتشموند، كان زيادي قد اختير ثلاث مرات من اتحاد رياضة الجامعات الوطني (NCAA)، حيث حصل على لقب أفضل لاعب (CAA) للعام في سنته الأولى عام 2000. كما لعب مع بالم بيتش بوماس في دوري التطوير الممتاز خلال سنوات دراسته الجامعية.

## احترافه
بعد التخرج، تم كان زيادي الخيار رقم ٢٨ من قبل فريق دي سي يونايتد من خلال حدث اختيار لاعبي الكليات لللعب في الدوري الأمريكي الرئيسي (MLS SuperDraft) لعام 2001. فاجأ زيادي الكثيرين بانطلاقته مع تشكيلة العاصمة، وأنهى العام بثلاث تمريرات حاسمة في 18 ظهورًا،13 منها كان أساسياً. بعد فترة وجيزة من موسم 2002، تم تبادل زيادي و مارك ليسى مقابل بيتر فيليغاس وأورلاندو بيريز من فريق متروستارز. على الرغم من ذلك سرعان ما حصل على مركز أساسي مع فريق مترو ستارز، وأنهى الموسم بـ 18 ظهور أساسي. حافظ زيادي على مركزه الأساسي في مركز الظهير الأيمن خلال معظم عامي 2003 و 2004، حيث أحرز هدفًا وأربع تمريرات حاسمة في 42 مباراة. تم أخذه من قبل نادي شيفاز يو أس ايه في حدث MLS التوسيعي لعام 2004، لكنه لم يقبل بالتوقيع مع الفريق.

## مسيرته العالمية
يلعب زيادي أيضا مع منتخب جامايكا الوطني لكرة القدم. ظهر لأول مرة مع الفريق في 16 أكتوبر 2002 ضد اليابان، و لم ينتظر دعوة الولايات المتحدة لاستدعائه. وقد شارك منذ ذلك الحين في أكثر من 20 مباراة مع الفريق الوطني، وكان لاعباً أساسياً في مركز الظهير الأيمن خلال تصفيات كأس العالم 2006.

## حياته الشخصية
لعب والد زيادي، دينيس زيادي، في اتحاد كرة القدم الأمريكية مع فريق بوسطن بيكونز وكما لعب مع منتخب جامايكا.;كريغ زيادي أيضا هو ابن عم لاعب كرة القدم الأمريكي مارك تشونج.